# Megafrohippus
Megafrohippus is een geslacht van rechtvleugeligen uit de familie veldsprinkhanen (Acrididae). De wetenschappelijke naam van dit geslacht is voor het eerst geldig gepubliceerd in 1996 door Jago.

## Soorten
Het geslacht Megafrohippus  is monotypisch en omvat slechts de volgende soort:
- Megafrohippus magnifica (Jago, 1996)